# Sowjetarmee-Pokal 1971/72
Der Sowjetarmee-Pokal 1971/72 war die 32. Austragung des Pokalwettbewerbs im Fußball in Bulgarien. Pokalsieger wurde ZSKA Septemwrijsko sname Sofia. Das Team setzte sich im Finale gegen ZSK Slawia Sofia durch. Da ZSKA durch den Meistertitel bereits für den Europapokal der Landesmeister qualifiziert war, nahm der unterlegene Finalist am Pokalsiegerwettbewerb teil.

## Modus
Die 16 Sieger der 1. Runde waren für die Gruppenphase qualifiziert. Die vier Gruppensieger und -zweiten erreichten das Viertelfinale. In allen Runden wurde jeweils ein Spiel zwischen den Mannschaften ausgetragen. Bei unentschiedenem Ausgang in den K.-o.-Spielen wurde der Sieger in der Verlängerung oder falls notwendig im Elfmeterschießen ermittelt.

## Teilnehmer
| - Akademik Sofia - SFD Akademik Swischtow - Arda Kardschali - FC Bdin Widin - Dimitar Watew Beloslaw - Benkowski Bjala - DFS Beroe Stara Sagora - Botew Joglaw - FC Botew Wraza - DFS Chaskowo - Dobrudscha Tolbuchin - Dorostol Silistra | - FC Dunaw Russe - Etar Weliko Tarnowo - FK Gigant Belene - Jaworow Tschirpan - STZ Kliment Woroschilow Sofia - Lewski-Spartak Sofia - Lokomotive Drjanowo - Lokomotive Karnobat - DFS Lokomotive Plowdiw - Lokomotive Sofia - Ludogorez Rasgrad - DFS Marek Stanke Dimitrow | - Mariza Pasardschik - Mariza Plowdiw - Metalurg Elisejna - Minjor Breschani - Rodopa Smoljan - Nikolaj Laskow Jambol - Sakarski Minjor Topolowgrad - Septemwrijska Slawa Michailowgrad - ZSK Slawia Sofia - DFS Sliwen - DFS Spartak Plewen | - ZSK Spartak Warna - FK Sportist Swoge - Swetkawiza Targowischte - AFD Trakia Plowdiw - Tschardafon-Orlowez Gabrowo - Tscherno More Warna - FC Tschernomorez Burgas - Tschorni Bresnik - Welbaschd Kjustendil - Panajot Wolow Schumen - ZSKA Septemwrijsko sname Sofia |

## Vorrunde
|                                   | Ergebnis              |                        |
| --------------------------------- | --------------------- | ---------------------- |
| Swetkawiza Targowischte           | 2:1                   | Dobrudscha Tolbuchin   |
| Benkowski Bjala                   | 0:0 n. V. (1:3 i. E.) | Dimitar Watew Beloslaw |
| Panajot Wolow Schumen             | 2:0                   | Dorostol Silistra      |
| SFD Akademik Swischtow            | 4:1                   | Ludogorez Rasgrad      |
| Sakarski Minjor Topolowgrad       | 1:2                   | Rodopa Smoljan         |
| Jaworow Tschirpan                 | 3:0                   | Lokomotive Karnobat    |
| DFS Sliwen                        | 3:1                   | DFS Chaskowo           |
| Mariza Plowdiw                    | 2:3                   | Arda Kardschali        |
| Welbaschd Kjustendil              | 2:1 n. V.             | Mariza Pasardschik     |
| FK Sportist Swoge                 | 2:1                   | Tschorni Bresnik       |
| STZ Kliment Woroschilow Sofia     | 2:0                   | Minjor Breschani       |
| Botew Joglaw                      | 0:3                   | FK Gigant Belene       |
| Septemwrijska Slawa Michailowgrad | 3:0                   | Lokomotive Drjanowo    |
| FC Bdin Widin                     | 5:0                   | Metalurg Elisejna      |

## 1. Runde
Teilnehmer: Die 14 Sieger der Vorrunde und die 18 Erstligisten
|                               | Ergebnis              |                                   |
| ----------------------------- | --------------------- | --------------------------------- |
| 22. Dezember 1971             |                       |                                   |
| Swetkawiza Targowischte       | 1:4                   | ZSK Spartak Warna                 |
| Dimitar Watew Beloslaw        | 0:2                   | Etar Weliko Tarnowo               |
| Tscherno More Warna           | 4:0                   | Panajot Wolow Schumen             |
| FC Dunaw Russe                | 4:2                   | SFD Akademik Swischtow            |
| Rodopa Smoljan                | 0:2                   | DFS Beroe Stara Sagora            |
| AFD Trakia Plowdiw            | 3:0                   | Jaworow Tschirpan                 |
| Nikolaj Laskow Jambol         | 0:0 n. V. (6:5 i. E.) | DFS Sliwen                        |
| FC Tschernomorez Burgas       | 0:1                   | Arda Kardschali                   |
| Welbaschd Kjustendil          | 1:3                   | Lewski-Spartak Sofia              |
| DFS Marek Stanke Dimitrow     | 9:2                   | FK Sportist Swoge                 |
| STZ Kliment Woroschilow Sofia | 1:7                   | ZSKA Septemwrijsko sname Sofia    |
| FK Gigant Belene              | 0:2                   | FC Botew Wraza                    |
| Lokomotive Sofia              | 4:0                   | Septemwrijska Slawa Michailowgrad |
| ZSK Slawia Sofia              | 3:1                   | FC Bdin Widin                     |
| DFS Spartak Plewen            | 0:1                   | Akademik Sofia                    |
| Tschardafon-Orlowez Gabrowo   | 3:0                   | DFS Lokomotive Plowdiw            |

## Gruppenphase
Die vier Gruppensieger und -zweiten qualifizierten sich für das Viertelfinale.

### Gruppe 1
Die Spiele fanden in Petritsch, Sandanski, Blagoewgrad und  Goze Deltschew statt.
| Pl.                                                                                          | Verein                 | Sp. | S | U | N | Tore    | Diff. | Punkte |
| -------------------------------------------------------------------------------------------- | ---------------------- | --- | - | - | - | ------- | ----- | ------ |
| 1.                                                                                           | Lokomotive Sofia       | 3   | 3 | 0 | 0 | 006:100 | +5    | 09     |
| 2.                                                                                           | DFS Beroe Stara Sagora | 3   | 2 | 0 | 1 | 007:400 | +3    | 06     |
| 3.                                                                                           | Nikolaj Laskow Jambol  | 3   | 1 | 0 | 2 | 002:600 | −4    | 03     |
| 4.                                                                                           | Arda Kardschali        | 3   | 0 | 0 | 3 | 000:400 | −4    | 0      |
| Platzierungskriterien: 1. Punkte – 2. Tordifferenz – 3. direkter Vergleich – 4. Losentscheid |                        |     |   |   |   |         |       |        |

| Datum      |                        | Ergebnis |                        |
| ---------- | ---------------------- | -------- | ---------------------- |
| 17.02.1972 | DFS Beroe Stara Sagora | 5:1      | Nikolaj Laskow Jambol  |
| 17.02.1972 | Lokomotive Sofia       | 2:0      | Arda Kardschali        |
| 22.02.1972 | DFS Beroe Stara Sagora | 1:3      | Lokomotive Sofia       |
| 22.02.1972 | Nikolaj Laskow Jambol  | 1:0      | Arda Kardschali        |
| 27.02.1972 | Arda Kardschali        | 0:1      | DFS Beroe Stara Sagora |
| 27.02.1972 | Lokomotive Sofia       | 1:0      | Nikolaj Laskow Jambol  |

### Gruppe 2
Die Spiele fanden in Chaskowo, Dimitrowgrad und Charmanli statt.
| Pl.                                                                                          | Verein                    | Sp. | S | U | N | Tore    | Diff. | Punkte |
| -------------------------------------------------------------------------------------------- | ------------------------- | --- | - | - | - | ------- | ----- | ------ |
| 1.                                                                                           | Lewski-Spartak Sofia      | 3   | 2 | 1 | 0 | 004:100 | +3    | 07     |
| 2.                                                                                           | ZSK Spartak Warna         | 3   | 1 | 2 | 0 | 002:100 | +1    | 05     |
| 3.                                                                                           | DFS Marek Stanke Dimitrow | 3   | 1 | 1 | 1 | 004:500 | −1    | 04     |
| 4.                                                                                           | Akademik Sofia            | 3   | 0 | 0 | 3 | 003:600 | −3    | 0      |
| Platzierungskriterien: 1. Punkte – 2. Tordifferenz – 3. direkter Vergleich – 4. Losentscheid |                           |     |   |   |   |         |       |        |

| Datum      |                           | Ergebnis |                           |
| ---------- | ------------------------- | -------- | ------------------------- |
| 17.02.1972 | Lewski-Spartak Sofia      | 2:0      | DFS Marek Stanke Dimitrow |
| 17.02.1972 | ZSK Spartak Warna         | 1:0      | Akademik Sofia            |
| 22.02.1972 | Lewski-Spartak Sofia      | 0:0      | ZSK Spartak Warna         |
| 22.02.1972 | DFS Marek Stanke Dimitrow | 3:2      | Akademik Sofia            |
| 27.02.1972 | Akademik Sofia            | 1:2      | Lewski-Spartak Sofia      |
| 27.02.1972 | ZSK Spartak Warna         | 1:1      | DFS Marek Stanke Dimitrow |

### Gruppe 3
Die Spiele fanden in Stambolijski, Welingrad, Pasardschik und Panagjurischte statt.
| Pl.                                                                                          | Verein                         | Sp. | S | U | N | Tore    | Diff. | Punkte |
| -------------------------------------------------------------------------------------------- | ------------------------------ | --- | - | - | - | ------- | ----- | ------ |
| 1.                                                                                           | ZSKA Septemwrijsko sname Sofia | 3   | 2 | 1 | 0 | 007:100 | +6    | 07     |
| 2.                                                                                           | FC Dunaw Russe                 | 3   | 1 | 2 | 0 | 001:000 | +1    | 05     |
| 3.                                                                                           | FC Botew Wraza                 | 3   | 0 | 2 | 1 | 000:400 | −4    | 02     |
| 4.                                                                                           | Tschardafon-Orlowez Gabrowo    | 3   | 0 | 1 | 2 | 000:400 | −4    | 01     |
| Platzierungskriterien: 1. Punkte – 2. Tordifferenz – 3. direkter Vergleich – 4. Losentscheid |                                |     |   |   |   |         |       |        |

| Datum      |                             | Ergebnis |                             |
| ---------- | --------------------------- | -------- | --------------------------- |
| 17.02.1972 | ZSKA Septemw. sname Sofia   | 0:0      | FC Dunaw Russe              |
| 17.02.1972 | FC Botew Wraza              | 0:0      | Tschardafon-Orlowez Gabrowo |
| 22.02.1972 | ZSKA Septemw. sname Sofia   | 3:1      | FC Botew Wraza              |
| 22.02.1972 | FC Dunaw Russe              | 0:0      | Tschardafon-Orlowez Gabrowo |
| 27.02.1972 | Tschardafon-Orlowez Gabrowo | 0:4      | ZSKA Septemw. sname Sofia   |
| 27.02.1972 | FC Botew Wraza              | 0:1      | FC Dunaw Russe              |

### Gruppe 4
Die Spiele fanden in Tschirpan, Nowa Sagora, Stara Sagora und Radnewo statt.
| Pl.                                                                                          | Verein              | Sp. | S | U | N | Tore    | Diff. | Punkte |
| -------------------------------------------------------------------------------------------- | ------------------- | --- | - | - | - | ------- | ----- | ------ |
| 1.                                                                                           | ZSK Slawia Sofia    | 3   | 2 | 1 | 0 | 005:200 | +3    | 07     |
| 2.                                                                                           | AFD Trakia Plowdiw  | 3   | 1 | 2 | 0 | 004:300 | +1    | 05     |
| 3.                                                                                           | Tscherno More Warna | 3   | 1 | 0 | 2 | 003:500 | −2    | 03     |
| 4.                                                                                           | Etar Weliko Tarnowo | 3   | 0 | 1 | 2 | 003:500 | −2    | 01     |
| Platzierungskriterien: 1. Punkte – 2. Tordifferenz – 3. direkter Vergleich – 4. Losentscheid |                     |     |   |   |   |         |       |        |

| Datum      |                     | Ergebnis |                     |
| ---------- | ------------------- | -------- | ------------------- |
| 17.02.1972 | ZSK Slawia Sofia    | 3:1      | Tscherno More Warna |
| 17.02.1972 | Etar Weliko Tarnowo | 2:2      | AFD Trakia Plowdiw  |
| 22.02.1972 | ZSK Slawia Sofia    | 1:0      | Etar Weliko Tarnowo |
| 22.02.1972 | Tscherno More Warna | 0:1      | AFD Trakia Plowdiw  |
| 27.02.1972 | AFD Trakia Plowdiw  | 1:1      | ZSK Slawia Sofia    |
| 27.02.1972 | Etar Weliko Tarnowo | 1:2      | Tscherno More Warna |

## Viertelfinale
|                        | Ergebnis              |                                |
| ---------------------- | --------------------- | ------------------------------ |
| Lokomotive Sofia       | 1:1 n. V. (4:3 i. E.) | FC Dunaw Russe                 |
| DFS Beroe Stara Sagora | 0:2                   | ZSKA Septemwrijsko sname Sofia |
| Lewski-Spartak Sofia   | 4:2                   | AFD Trakia Plowdiw             |
| ZSK Spartak Warna      | 0:1                   | ZSK Slawia Sofia               |

## Halbfinale
|                                | Ergebnis              |                      |
| ------------------------------ | --------------------- | -------------------- |
| 28. Juni 1972                  |                       |                      |
| ZSKA Septemwrijsko sname Sofia | 1:0                   | Lokomotive Sofia     |
| 29. Juni 1972                  |                       |                      |
| ZSK Slawia Sofia               | 1:1 n. V. (9:8 i. E.) | Lewski-Spartak Sofia |

## Finale
| Paarung                        | ZSKA Septemwrijsko sname Sofia – ZSK Slawia Sofia |
| Ergebnis                       | 3:0 (2:0) |
| Datum                          | 12. Juli 1972 |
| Stadion                        | Wassil-Lewski-Stadion, Sofia |
| Zuschauer                      | 25.000 |
| Schiedsrichter                 | Petar Nikolow |
| Tore                           | 1:0 Petar Schekow (18.) 2:0 Dimitar Maraschliew (28.) 3:0 Dimitar Maraschliew (55., Elfmeter) |
| ZSKA Septemwrijsko sname Sofia | Stojan Jordanow – Iwan Zafirow, Boschil Kolew (64. Borislaw Sretkow), Boris Gaganelow, Dimitar Penew – Kiril Stankow, Zwetan Atanasow (60. Todor Simow), Asparuch Nikodimow – Petar Schekow, Georgi Denew, Dimitar Maraschliew Cheftrainer: Manol Manolow                           |
| ZSK Slawia Sofia               | Petar Zolow – Jantscho Dimitrow, Aleksandar Schalamanow , Wiktor Jonow, Emanuil Manolow (46. Georgi Charalampiew), Nikolaj Krastew – Ljuben Tassew, Stojan Kozew (71. Michail Michajlow) – Atanas Aleksandrow, Boschidar Grigorow, Andrej Scheljaskow Cheftrainer: Aleksandar Iliew |
| Platzverweise                  | keine – Nikolaj Krastew (38.) |